# Zamlînnea, Liuboml
Zamlînnea (în ucraineană Замли́ння) este un sat în comuna Ștun din raionul Liuboml, regiunea Volînia, Ucraina.

## Demografie
Componența lingvistică a localității Zamlînnea
     Ucraineană (98,71%)
     Rusă (1,29%)
Conform recensământului din 2001, majoritatea populației localității Zamlînnea era vorbitoare de ucraineană (98,71%), existând în minoritate și vorbitori de rusă (1,29%).